# Свети Никола (Бело поле)
Вижте пояснителната страница за други значения на Свети Никола.
„Свети Никола“ (на македонска литературна норма: „Свети Никола“) е възрожденски православна църква в прилепското село Бело поле, Република Македония. Църквата е под управлението на Преспанско-Пелагонийската епархия на Македонската православна църква.
Църквата е гробищен храм, издигнат в 1874 година в южния край на селото. Изградена е от крушевски майстори, като материалът за изграждането ѝ е носен от местността Тумба. Църквата е живописана в 1914 година.